# إسلام أبو سليمة
إسلام أبو سليمة هو لاعب كرة قدم مصري، ولد في 25 يونيو 1993 في دمياط في مصر.

## وصلات خارجية
- إسلام أبو سليمة على موقع Soccerway.com (الإنجليزية)